# Enrique Gil (cantante filipino)
Enrique Mari Bacay Gil V (Cebú, 30 de marzo de 1992), es un actor, cantante, bailarín, modelo y rapero hispano-filipino.

## Biografía
Enrique Gil nació el 30 de marzo de 1992 en la ciudad de Cebú. Es hijo de Enrique Amadeo Gil Sr. y Barbara Anne Gil (Bambi Gil). Tiene un hermano mayor llamado Enrique Javier/Enrique Jr. (Javy) y su hermana menor llamada Diandra Frances (Andie). Además tiene ascendencia española y polaca. Terminó la escuela primaria en el "Colegio Montessori De Manila", un instituto privado en el "B.F. Executive Village" en Las Piñas y la escuela secundaria en 2008, en el "Manresa School" en Parañaque. Tiene una Licenciatura en Ciencias de Tecnología de la Información graduado en el "San Beda College-Alabang".

## Carrera
Gil comenzó a trabajar como actor en verano de 2008. Cuando tenía unos 16 años de edad, se matriculó en los talleres de modelaje para cortes publicitarios comerciales, así como en talleres de teatros musicales. Participó en una serie de comerciales de televisión, entre ellos, Lewis y Pearl's ads. Más adelante formó parte del evento "Star Magic Circle lotes", producida por la red televisiva de ABS-CBN. Consiguió su primer personaje en televisión de género drama de acción, en la serie Pieta, en la que interpretó a Harold.